# Melanargia franzenaui
Melanargia franzenaui är en fjärilsart som beskrevs av Aigner 1906. Melanargia franzenaui ingår i släktet Melanargia och familjen praktfjärilar. Inga underarter finns listade i Catalogue of Life.